# Hysteronaevia advena
Hysteronaevia advena är en svampart som tillhör divisionen sporsäcksvampar, och som först beskrevs av Petter Adolf Karsten, och fick sitt nu gällande namn av John Axel Nannfeldt. Hysteronaevia advena ingår i släktet Hysteronaevia, och familjen Dermateaceae. Arten är reproducerande i Sverige.